# 제7회 미국 배우 조합상
제7회 미국 배우 조합상은 2000년 뛰어난 활동을 보인 영화 배우를 기리기 위해 2001년 3월에 열린 시상식이다. LA, Shrine Exposition Center에서 개최되었다.

## 수상 및 후보

### 영화부문 앙상블상
- 트래픽 - 스티븐 바우어 외 18인 수상
- 올모스트 페이머스 - 빌리 크루덥 외 8인
- 빌리 엘리어트 - 제이미 벨 외 3인
- 초콜릿 - 줄리엣 비노쉬 외 9인
- 글래디에이터 - 러셀 크로우 외 6인

### 영화부문 여우주연상
- 에린 브로코비치 - 줄리아 로버츠 수상
- 초콜릿 - 줄리엣 비노쉬
- 컨텐더 - 조안 알렌
- 레퀴엠 - 엘렌 버스틴
- 유 캔 카운트 온 미 - 로라 리니

### 영화부문 남우주연상
- 트래픽 - 베니시오 델 토로 수상
- 빌리 엘리어트 - 제이미 벨
- 캐스트 어웨이 - 톰 행크스
- 글래디에이터 - 러셀 크로우
- 퀼스 - 제프리 러쉬
- 뱀파이어의 그림자 - 윌렘 대포

### 영화부문 여우조연상
- 초콜렛 - 주디 덴치 수상
- 올모스트 페이머스 - 케이트 허드슨
- 올모스트 페이머스 - 프란시스 맥도맨드
- 빌리 엘리어트 - 줄리 월터스
- 퀼스 - 케이트 윈슬렛

### 영화부문 남우조연상
- 에린 브로코비치 - 앨버트 피니 수상
- 컨텐더 - 제프 브리지스
- 컨텐더 - 게리 올드만
- 글래디에이터 - 호아킨 피닉스

### TV드라마부문 앙상블연기상
- 웨스트 윙 - 브래들리 휫퍼드 수상
- ER - 앤서니 에드워즈 외 12인
- 성범죄수사대: SVU - 제시 L. 마틴
- 보스턴 리걸 - 딜란 맥더모트
- 소프라노스 - 로레인 브라코 외 13인

### TV드라마부문연기상(여자)
- 웨스트 윙 - 앨리슨 제니 수상
- ER - 샐리 필드
- 길모어 걸스 - 로렌 그라함
- 원스 앤 어게인 - 셀라 워드
- 소프라노스 - 에디 팔코
- X 파일 - 질리언 앤더슨

### TV드라마부문연기상(남자)
- 웨스트 윙 - 마틴 쉰 수상
- ER - 앤서니 에드워즈
- 21세기 도망자 - 티모시 데일리
- 뉴욕경찰 24시 - 데니스 프랜즈
- 소프라노스 - 제임스 갠돌피니

### 코미디부문 앙상블연기상
- 윌 & 그레이스 - 에릭 맥코맥 외 3인 수상
- 앨리의 사랑 만들기 - 리사 니콜 카슨 외 9인
- 프레이저 - 켈시 그래머 외 4인
- 프렌즈 - 제니퍼 애니스톤
- 섹스 앤 시티 - 사라 제시카 파커 외 3인

### 코미디부문연기상(여자)
- 섹스 앤 시티 - 사라 제시카 파커 수상
- 앨리의 사랑 만들기 - 칼리스타 플록하트
- 말콤네 좀 말려줘 - 제인 캐즈매럭
- 윌 & 그레이스 - 데브라 메싱
- 윌 & 그레이스 - 메간 멀러리

### 코미디부문연기상(남자)
- 앨리의 사랑 만들기 - 로버트 다우니 주니어 수상
- 앨리의 사랑 만들기 - 피터 맥니콜
- 프레이저 - 켈시 그래머
- 프레이저 - 데이빗 하이드 피어스
- 윌 & 그레이스 - 션 헤이즈

### TV영화/미니시리즈부문 연기상(여자)
- 더 월 2 - 바네사 레드그레이브 수상
- 데이빗 코퍼필드 - 샐리 필드
- 세일즈맨의 죽음 - 엘리자베스 프란즈
- 더 라스트 오브 더 블론드 봄쉘즈 - 주디 덴치
- 제인의 관한 진실 - 스톡카드 채닝

### TV영화/미니시리즈부문 연기상(남자)
- 세일즈맨의 죽음 - 브라이언 데니히 수상
- 더티 픽쳐 - 제임스 우즈
- 돈키호테 - 존 리스고
- 프리덤 송 - 대니 글로버
- 뉘른베르크 - 알렉 볼드윈
- 뉘른베르크 - 브라이언 콕스

### 공로상
- 오시 데이비스 수상
- 루비 디 수상